# Пил виробничий
Пил виробничий (рос. пыль производственная, англ. process dust, occupational dust, нім. Betriebsstaub m) – дисперсна система, яка складається з частинок твердих речовин різноманітної форми, розміру і фіз.-хімічних властивостей, що утворюються внаслідок виробничої діяльності.
За розмірами частинки П.в. поділяються на грубі (10-100 мкм); мікроскопічні (0,25-10 мкм) і субмікроскопічні (менше 0,25 мкм). Дисперсні системи з частинками твердих речовин розміром менше 0,1 мкм називають димами. П.в. утворюється внаслідок дроблення порід, вугілля, розпилення пилоподібного палива і його згоряння, при переробці к.к., транспортуванні і пересипанні матеріалів тощо. П.в. руйнує обладнання, знижує якість продукції, викликає проф. захворювання, погіршує санітарно-гігієнічні умови праці, утворює вибухонебезпечне і пожежонебезпечне середовище. Відповідними держстандартами встановлені певні ГДК пилу на робочих місцях. 
Наприклад, для магнезиту – 10 мг/м3, вапняку 6 мг/м3; азбесту, азбоцементу – 6 мг/м3; тальку, слюди, мусковіту – 4 мг/м3; цементу, олівіну, апатиту, фосфориту – 6 мг/м3. Багато видів пилу – вугільний, алюмінієвий, магнієвий, ацетатцелюлозний, борошняний, цукровий, сірчаний та ін. при відповідних концентраціях і при наявності джерела тепла займаються і вибухають. Ефективні способи боротьби з П.в.: вентиляція, очищення повітря від пилу фільтрами, зв’язування пилу і змив його, зволоження гірничого масиву, промивання шпурів і свердловин при їх бурінні, осадження пилу з повітря шляхом зрошування, герметизація обладнання тощо. Син. – пил промисловий.